# L'assassí del més enllà
L'assassí del més enllà (títol original: Hideaway) és una pel·lícula estatunidenca dirigida l'any 1995 per Brett Leonard. És l'adaptació de la novel·la Hideaway de Dean R. Koontz apareguda l'any 1992.
Ha estat doblada al català.

## Argument
Des que ha vist la mort de prop, la vida de Hatch Harrison (Jeff Goldblum) ja no és la mateixa. Hatch té visions aterridores en el curs de les quals presencia homicidis infames dels quals sembla l'autor. Descobreix que, del seu pas entre la vida i la mort, ha tornat psíquicament lligat a un homicida boig. Hatch veu i experimenta les mateixes coses que ell, i sap doncs igualment quines seran les properes víctimes.

## Repartiment
- Jeff Goldblum: Hatch Harrison
- Christine Lahti: Lindsay Harrison
- Alicia Silverstone: Regina
- Jeremy Sisto: Vassago
- Alfred Molina: Dr. Jonas Nyebern
- Rae Dawn Chong: Rosa Orwetto
- Kenneth Welsh: Detectiu Breech
- Suzy Joachim: Dr. Kari Dovell
- Shirley Broderick: Miss Dockridge
- Joely Collins: Linda
- Roger R. Cross: Harry
- Donatiu S. Davis: Dr. Martin
- Rebecca Toolan: un metge
- Tom McBeath: Morton Redlow
- Michael McDonald: agent de policia

## Banda original
- Go to Hell per KMFDM
- Peep Show per Miranda Sex Garden
- I Only Have Eyes for You de Harry Warren i Al Dubin
- Surface Patterns per Front Line Assembly
- Legacy of Lies per String of Pearls
- Nihil per Godflesh
- Scumgrief per Fear Factory
- Reverberation Nation per Peace, Love and Pitbulls
- Lung per Sister Machine Gun
- Cut per Miranda Sex Garden

## Premis
- 1995: Festival de Sitges: Secció oficial llargmetratges a concurs

## Crítica
- "Emocionant intriga psicològica, adaptació de l'intel·ligent i misteriós original de Dean R. Koontz, explica la vida d'un home convertit en un despietat assassí. Els efectes especials, obra del oscaritzat Tim McGovern"[3]